# 哥斯达黎加华人
哥斯达黎加华人组成了拉美华人的一小部分。

## 历史
第一批华人移民在1855年抵达哥斯达黎加。他们一共77人，都来自广州。他们到中美洲来为巴拿马铁路工作。他们中有32人在何塞·马里亚·卡尼亚斯的农场找到了工作，而剩余的45人则被亚历杭德罗·冯·布洛（Alejandro Von Bulow）雇用。布洛是柏林殖民协会派出的一名代理人，他负责在哥斯达黎加准备合适的德国人定居点地址。从1859年到1863年，在何塞·马里亚·蒙特阿莱格雷·费尔南德斯执政期间，禁止黑人与亚洲人移民的诸法律被公布，以使哥斯达黎加被留给欧洲人拓荒者。
早期华人移民通常是走海路，通过太平洋海岸的蓬塔雷纳斯港而抵达的。一块“华人殖民地”在这一地区开始形成。它的创建者是陈培（José Chen Apuy），一名来自广东中山（当时叫“香山”）的移民。他是在1873年抵达的。蓬塔雷纳斯（当地华人称“泮大连埠”）作为一个移民的目的地在华人群体中非常广为人知，以至于一些身处中国的人将它的名字误以为是这整个国家的名字。
在20世纪70年代，臺湾开始成为移民到哥斯达黎加的华人移民的一个重要来源。不过，他们形成了一个转瞬即逝的群体，其中许多人都将哥斯达黎加用作一个中途停留点，以等待获得定居美国或加拿大的许可。而那些永久性定居在哥斯达黎加的人则包括许多享受他们的海外退休生活的养老金领取者。
从华人开始移民哥斯达黎加起，大多数的华人移民都是广东人，但是在20世纪的最后几十年，也有了一些来自臺湾的移民。许多男子孤身而来，在哥斯达黎加工作，娶哥斯达黎加女子，并且说上了广东话。不过，首批华人移民的后代的大多数人却不再说广东话并自认为是哥斯达黎加人了。

## 分布
在蓬塔雷纳斯地区和圣何塞的洛斯埃图迪安特斯步道（Paseo de Los Etudiantes）地区（唐人街）附近，有着相当大的华人群体。

## 犯罪活动
华人犯罪团伙据信在1991年便在哥斯达黎加开始运作了。他们通常涉足于收赌债。被认为是他们所为的犯罪活动还包括1998年10月的两起绑架勒索案，以及2002年5月的另外两起。

## 著名人物
- 路易斯·吉列尔莫·索利斯：哥斯达黎加总统。
- 张福林：宇航员。
- 爱德华多·李（Eduardo Li）：哥斯达黎加足协主席。
- 郑兆聪：退役足球运动员，现执教于香港。
- 岑勇康：演员。
- 盧慧敏：香港藝人。

### 原始资料
- Chen Apuy, Hilda,  (PDF), Revista Reflexiones, December 1992, 1 (5)  [2009-05-07], ISSN 1659-2859, （原始内容 (PDF)存档于2010-12-14）
陈月灵,  (PDF), 深思杂志, 1992年12月, 1 (5)  [2009年5月7日], ISSN 1659-2859, （原始内容 (PDF)存档于2010年12月14日） （西班牙文）
- , United Nations High Commissioner for Refugees, April 2003  [2009-05-07], （原始内容存档于2012-10-08）
, 联合国难民事务高级专员办事处, 2003年4月  [2009年5月7日], （原始内容存档于2012年10月8日） （英文）
- Loría Chaves, Marlene; Rodríguez Chaves, Alonso, , Revista de historia 44 (2), 2001, 44 (2): 159–192
玛尔莱内·洛里亚·查韦斯; 阿隆索·罗德里格斯·查韦斯, , 历史杂志 44 (2), 2001, 44 (2): 159–192

## 扩展阅读
- Huesmann, James L., , Historian, 1991, 53 (4): 711–720, doi:10.1111/j.1540-6563.1991.tb00830.x
詹姆斯·L·休斯曼, , 历史学家杂志, 1991, 53 (4): 711–720, doi:10.1111/j.1540-6563.1991.tb00830.x （英文）